# Aethiothemara trigona
Aethiothemara trigona är en tvåvingeart som beskrevs av Friedrich Georg Hendel 1928. Aethiothemara trigona ingår i släktet Aethiothemara och familjen borrflugor.
Artens utbredningsområde är Kamerun. Inga underarter finns listade i Catalogue of Life.